# Matten bei Interlaken
Matten bei Interlaken é uma comuna da Suíça, no Cantão Berna, com cerca de 3.662 habitantes. Estende-se por uma área de 5,90 km², de densidade populacional de 621 hab/km². Confina com as seguintes comunas: Bönigen, Därligen, Gsteigwiler, Interlaken, Wilderswil.
A língua oficial nesta comuna é o Alemão.